# The Combination
The Combination var en fodboldliga i England og Wales, som eksisterede i slutningen af 1800-tallet og begyndelsen af 1900-tallet.
Ligaen blev første gang grundlagt i 1888, og den første sæson blev spillet i 1888-89, hvor 20 hold fra Nord- og English Midlands deltog. Antallet af hold var for højt til at spille en dobbeltturnering, hvor alle holdene mødtes ude og hjemme. I stedet skulle hvert hold spille mod otte af den andre hold ude og hjemme, hvilket i alt gav 16 kampe pr. hold. Ligaen var imidlertid uden central styring, og organiseringen af kampe var overladt til de enkelte klubber. Dette medførte total forvirring, og der var ofte tvivl om en given kamp var en liga- eller en venskabskamp. Mange af opgørene blev slet ikke spillet, og The Combination blev derfor nedlagt i april 1889. Blandt deltagerne var Newton Heath, Grimsby Town, Lincoln City, Burslem Port Vale, Crewe Alexandra, Bootle, Small Heath og Blackburn Olympic. Newton Heath, Grimsby, Crewe, Bootle og Small Heath var i 1889 med til at grundlægge ligaen Football Alliance.
The Combination blev oprettet igen i 1890 af følgende tolv klubber: Burton Swifts, Chester, Denton, Derby St Luke's, Gorton Villa, Hyde, Leek, Macclesfield Town, Northwich Victoria, Stafford County, Witton og Wrexham. Fem af holdene kom senere til at spille i the Football League, men i tilfældet Macclesfield skete dette først i 1997–98. Glossop North End, som kom med i ligaen i 1894, blev også valgt til the Football League (i 1898).
Efterhånden som turneringen udviklede sig, kom der flere og flere walisiske hold med, ligesom reservehold for flere af Football League-klubberne begyndte at deltage. Da ligaen lukkede i 1911 var der ikke nogen af de oprindelige tolv hold tilbage, bortset fra Wrexham AFC, der i 1911 stillede op med sit reservehold.
The Combination blev efterfulgt af Cheshire County League og senere af North West Counties Football League.

## Mestre
| The Combination 1890–1911 |                          |
| Sæson                     | Mestre                   |
| 1890–91                   | Gorton Villa             |
| 1891–92                   | Everton Reserves         |
| 1892–93                   | Everton Reserves         |
| 1893–94                   | Everton Reserves         |
| 1894–95                   | Ashton North End         |
| 1895–96                   | Everton Reserves         |
| 1896–97                   | Everton Reserves         |
| 1897–98                   | Everton Reserves         |
| 1898–99                   | Everton Reserves         |
| 1899–1900                 | Chirk AAA                |
| 1900–01                   | Wrexham                  |
| 1901–02                   | Wrexham                  |
| 1902–03                   | Wrexham                  |
| 1903–04                   | Birkenhead               |
| 1904–05                   | Wrexham                  |
| 1905–06                   | Whitchurch               |
| 1906–07                   | Whitchurch               |
| 1907–08                   | Tranmere Rovers          |
| 1908–09                   | Chester                  |
| 1909–10                   | Crewe Alexandra Reserves |
| 1910–11                   | Whitchurch               |